# Schulmädchen-Report 3. Teil - Was Eltern nicht mal ahnen
Schulmädchen-Report 3. Teil - Was Eltern nicht mal ahnen è un film del 1972 diretto da Ernst Hofbauer e Walter Boos.
Si tratta del terzo film della fortunata serie Schulmädchen-Report, basata sull'omonimo libro di Günther Hunold e Kurt Seelmann.

## Trama
Dopo aver letto una "Guida alla sessualità nei campi estivi per ragazzi", un gruppo di giovani si reca a fare il bagno nudi insieme e poi la notte condividono lo stesso dormitorio. Il giorno seguente le ragazze si siedono ad un tavolo e si raccontano storie della propria vita o di quella di altre ragazze:
- La quattordicenne Edith Grossmann lascia l'aula a causa di un mal di testa e si reca al bagno. Qui è seguita da tre compagni di classe che tentano di violentarla. Il bidello Pfeiffer giunge in tempo a salvare la ragazza ma successivamente la ricatta costringendola a fare sesso con diversi altri uomini.
- Il preside trentenne Johannes Holbach molesta alcune studentesse quattordicenni. Nonostante l'iniziale riluttanza delle ragazze a testimoniare contro di lui, alla fine l'uomo viene condannato a 5 anni e 7 mesi di carcere.
- La quindicenne Renate spia la sorella fare sesso col suo ragazzo e poco dopo si masturba per la prima volta. In seguito Renate viene sorpresa dal padre mentre tenta di avere un rapporto sessuale col cugino di 10 anni.
- Una ragazza soprende i genitori a fare sesso e alla fine finisce con il commettere incesto col padre.
- Il Dr. Schneider incontra Helmi Kurtmann, compagna di classe del figlio Rolf, al circolo di tennis. I due iniziano poi una relazione sessuale. Quando Rolf lo scopre e lo racconta ai genitori di Helmi, lei descrive l'accaduto come uno stupro. La scena si conclude con una voce fuori campo che comunica che l'imputato, accusato di atti osceni con una minore, è stato assolto.
- Il meccanico Werner viene avvicinato da Margot in piscina e si ritrova a dover continuamente soddisfarla sessualmente.
- La figlia del preside cerca di incoraggiare Bernd ad avere un rapporto sessuale con lei. Temendo di essere scoperti i due cercano di nascondersi nudi nell'armadio, al cui interno trovano il preside e la signorina Pfläumchen anche loro completamente nudi. Tutti e quattro si nascondono nell'armadio quando entra nella stanza la moglie del preside con il custode Meyer.
- Durante l'Oktoberfest, Heinz e Karla cercano un angolo appartato per fare sesso. Un uomo che li seguiva da tempo spara a Heinz e violenta Karla in uno scantinato.
- Beate Kemper, figlia di un imprenditore edile, si innamora di Peter Baumgartner, che si trasferisce dopo poco a Monaco per studiare. Nonostante i tentativi del padre di impedire la loro relazione, Beate scappa di casa e raggiunge il ragazzo a Monaco.

## Distribuzione
Il film venne distribuito nei cinema della Germania Ovest il 17 febbraio 1972 dalla Constantin Film.

## Controversia
Nel 2018/2019 il Dipartimento federale per i media nocivi per la gioventù ha classificato questo film come pornografia infantile.

## Riconoscimenti
- 1972 - Goldene Leinwand
  - Goldene Leinwand